# You♡I
『You♡I -Sweet Tuned by 5pb.-』（ゆい）は、榊原ゆいのアルバム。2010年2月3日に5pb.Recordsからリリースされた。
内訳としてシングル未収録を合わせたタイアップ12曲・初収録3曲の全15曲が収録されている。
限定版と通常版にはB2リバーシブルポスターが封入されている他、限定版にはB2リバーシブルポスターが収められている。初回限定版には「そして僕は…」、「恋の炎」、「永遠の恋」、「Eternal Snow」のPVを収めたDVDが同梱されている。

## 収録曲
CD
1. LOOP
  - 作詞：濱田智之／作曲・編曲：MACARONI☆

2. 時のない世界
  - 作詞：金山香／作曲：沢村竣／編曲：上野浩司
  - PSPゲーム『12RIVEN -the Ψcliminal of integral-』オープニングテーマ

3. はぴねす方程式
  - 作詞・作曲：志倉千代丸／編曲：TARAWO
  - PS2ゲーム『はぴねす! でらっくす』オープニングテーマ

4. そして僕は…
  - 作詞・作曲：志倉千代丸／編曲：磯江俊道
  - テレビアニメ『PRISM ARK』オープニングテーマ

5. Silky Rain
  - 作詞：濱田智之／作曲：酒井陽一／編曲：南利一
  - テレビ東京『アニソンぷらす』2009年6月度オープニングテーマ

6. 七色MERRY→GO→ROUND
  - 作詞：酒井陽一／作曲：cAnON／編曲：南利一

7. マジカル★ジェネレーション
  - 作詞・作曲：志倉千代丸／編曲：上野浩司
  - テレビアニメ『はぴねす!』エンディングテーマ

8. Distance
  - 作詞：橋詰亮子／作曲：沢村竣／編曲：上野浩司
  - PSPゲーム『12RIVEN -the Ψcliminal of integral-』エンディングテーマ

9. RISE
  - 作詞：吉野麻希／作曲：濱田智之／編曲：沖中丈
  - PS2ゲーム『PRISM ARK -AWAKE-』エンディングテーマ

10. Déjà vu
  - 作詞：濱田智之／作曲：酒井陽一／編曲：南利一
  - PCゲーム『はぴとら -Happy Transportation-』オープニングテーマ

11. 恋の炎
  - 作詞：葉月みこ／作曲：酒井陽一、編曲：大島こうすけ
  - テレビアニメ『かのこん』エンディングテーマ

12. 夏の祈り
  - 作詞：葉月みこ／作曲：濱田智之／編曲：矢田部正
  - PS2ゲーム『かのこん えすいー』挿入歌

13. 永遠の恋
  - 作詞：葉月みこ／作曲：沢村峻／編曲：大島こうすけ
  - PS2ゲーム『かのこん えすいー』エンディングテーマ

14. Eternal Snow
  - 作詞：吉野麻希／作曲：濱田智之／編曲：南利一
  - テレビ東京『アニソンぷらす』2009年2月オープニングテーマ

15. You I -we will be together-
  - 作詞：RUCCA／作曲：濱田智之／編曲：酒井陽一

DVD（初回限定盤のみ）
- そして僕は…
- 恋の炎
- 永遠の恋
- Etternal Snow
- Etternal Snow -making-